# Guthrie (Familienname)
Guthrie (auch Guthry) ist ein Familienname, der vor allem im englischsprachigen Raum vorkommt.

## Namensträger
- A. B. Guthrie Junior (1901–1991), US-amerikanischer Journalist und Schriftsteller
- Abigail Guthrie (* 1990), neuseeländische Tennisspielerin
- Arlo Guthrie (* 1947), US-amerikanischer Musiker
- Brett Guthrie (* 1964), US-amerikanischer Politiker
- Carl Guthrie (1905–1967), US-amerikanischer Kameramann
- Charles Guthrie (* 1938), britischer Politiker und Feldmarschall
- Charles John Guthrie (1849–1920), schottischer Richter und Anwalt
- Clara Guthrie d’Arcis (1879–1937), Schweizer Frauenrechtlerin
- Danny Guthrie (* 1987), englischer Fußballspieler
- David Guthrie (* 1974), US-amerikanischer Basketballschiedsrichter
- Diane Guthrie-Gresham (* 1971), jamaikanische Leichtathletin
- Donald Guthrie (1916–1992), britischer Theologe
- Edwin Ray Guthrie (1886–1959), amerikanischer Psychologe
- Francis Guthrie (1831–1899), südafrikanischer Mathematiker und Botaniker
- Frederick Guthrie (Physiker) (1833–1886), englischer Physiker und Chemiker
- Frederick Guthrie (Sänger) (auch Friedrich Guthrie; 1924–2008), US-amerikanischer Sänger (Bass)
- George Guthrie (1904–1972), US-amerikanischer Hürdenläufer
- George James Guthrie (1785–1856), britischer Chirurg und Augenarzt
- Gwen Guthrie (1950–1999), US-amerikanische Sängerin, Pianistin und Songschreiberin
- Herbert Guthrie-Smith (1862–1940), neuseeländisch-schottischer Landwirt, Autor und Naturschützer
- Hugh Guthrie (1866–1939), kanadischer Rechtsanwalt und Politiker (Konservative Partei)
- James Guthrie (Politiker, 1792) (1792–1869), US-amerikanischer Politiker
- James Guthrie (Maler) (1859–1930), schottischer Künstler
- James Guthrie (Politiker, 1872) (1872–1958), australischer Politiker
- James Guthrie (Produzent) (* 1953), britischer Musikproduzent
- Jesse Guthrie (* 1958), US-amerikanischer Sportkletterer und Autor
- Jim Guthrie (Rennfahrer) (* 1961), US-amerikanischer Automobilrennfahrer
- Jim Guthrie (Musiker), kanadischer Singer-Songwriter und Komponist für Game-Soundtracks
- Jimmie Guthrie (1897–1937), britischer Motorradrennfahrer
- Jimmy Guthrie (1912–1981), schottischer Fußballspieler
- John Guthrie (Bischof von Ross) († um 1494), schottischer Bischof
- John Guthrie (Bischof von Moray) († 1649), schottischer Bischof
- John R. Guthrie (1921–2009), US-amerikanischer Offizier, General der US-Army
- John S. Guthrie (1908–1998), US-amerikanischer Generalmajor (US Army)
- Jon Guthrie (* 1992), englischer Fußballspieler
- Julian Guthrie, US-amerikanische Journalistin und Buchautorin
- Kevin Guthrie (* 1988), schottischer Schauspieler
- Malcolm Guthrie (1903–1972), britischer Linguist
- Malcolm Guthrie (Rennfahrer) (* 1942), britischer Automobilrennfahrer
- Robert Guthrie (1916–1995), US-amerikanischer Mikrobiologie und Kinderarzt
- Robin Guthrie (1902–1971), britischer Maler, Zeichner und Kunstpädagoge
- Samuel Guthrie (1782–1848), US-amerikanischer Mediziner
- Savannah Guthrie (* 1971), US-amerikanische Journalistin und Fernsehmoderatorin
- Stewart Guthrie (1948–1990), neuseeländischer Polizist
- Thomas Guthrie (1803–1873), schottischer Sozialreformer
- Trevor Guthrie (* 1973), kanadischer Sänger
- Tyrone Guthrie (1900–1971), englischer Theaterregisseur
- William Guthrie (* 1967), US-amerikanischer Boxer
- William Keith Chambers Guthrie (1906–1981), schottischer Altphilologe
- Woody Guthrie (1912–1967), US-amerikanischer Singer-Songwriter